# Guairaçá
Guairaçá es un municipio del estado de Paraná en la Región Sur de Brasil. Con una superficie de 493,94 km² y una población aproximada de 6.581 habitantes, posee una densidad poblacional de 13,3 /km².

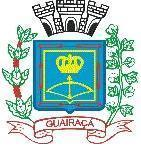
Sello oficial de Guairaçá.

## Toponimia
Según el historiador brasileño, João Vicente Ferreira, el nombre de esta región procede del guaraní ''guairaka'' (nutria), siendo el nombre de un cacique guaraní que, en 1726, se opuso a los portugueses y españoles. El diccionarista, filólogo, y lexicógrafo brasileño, Antenor Nascentes, vio la siguiente interpretación del nombre “Guairaka”: «esta tierra tiene dueño».

## Geografía
Con 493,94 km² de superficie, posee 3,5% de viviendas con saneamiento adecuado, 97,1% de viviendas urbanas sobre vía pública con arbolado y 18,3% de viviendas urbanas sobre vía pública con urbanización adecuada. En comparación con los demás municipios del estado, ocupa el puesto 335 de 399, 93 de 399 y 275 de 399, respectivamente. En comparación con otras ciudades de Brasil, su posición es 4989 de 5570, 551 de 5570 y 1981 de 5570, respectivamente.